# مستر پرزیدنت
مستر پرزیدنت (به انگلیسی: Mr. President) گروه موسیقی آلمانی است. معروف‌ترین ترانه این گروه کوکو جامبو می‌باشد.